# بی‌تابی بیتا
بی‌تابی بیتا فیلمی به تهیه‌کنندگی، کارگردانی و نویسندگی مهرداد فرید محصول سال ۱۳۹۰ است. این فیلم ابتدا در فهرست فیلم‌های تحریم‌شده توسط حوزه هنری قرار گرفت اما بعداً با پیگیری‌های کارگردان از فهرست سیاه حوزه هنری خارج شد.

## بازیگران
- حامد بهداد
- الهه حصاری
- فریبا کوثری
- مجید مشیری
- ذبیح افشار
- نگار حسن‌زاده
- شیوا خنیاگر
- بهزاد جعفری

## خلاصه داستان
داستان دربارهٔ دختری به نام بیتا است که با مادرش زندگی می‌کند. پدر بیتا فوت کرده‌است و مادرش قصد ازدواج با مردی را دارد که بیتا مخالف این ازدواج است. بیتا برای گذران خرج زندگی در مطب دندانپزشکی به عنوان منشی مشغول به کار شده‌است اما با شکایت یکی از بیماران مبنی بر دزدیده شدن پولش در مطب و پیدا شدن پول در کیف بیتا راهی بازداشتگاه می‌شود